# IC 4487
IC 4487 ist eine Spiralgalaxie vom Hubble-Typ Sbc? im Sternbild Bärenhüter am Nordsternhimmel. Sie ist rund 414 Millionen Lichtjahre von der Milchstraße entfernt.
Entdeckt wurde das Objekt am 10. Mai 1904 von Royal Harwood Frost.